# Куалкомм Стедіум
Куалкомм Стедіум (англ. Qualcomm Stadium) — американський багатофункціональний стадіон, розташований у місті Сан-Дієго, штат Каліфорнія. Стадіон приймає домашні ігри команди Національної футбольної ліги «Сан-Дієго Чарджерс». Куалкомм Стедіум також приймає матчі місцевої бейсбольної команди.